# Stepnoje (Kaliningrad, Gurjewsk)
Stepnoje (russisch Степное, deutsch Powarben) ist ein Ort in der russischen Oblast Kaliningrad. Er gehört zur kommunalen Selbstverwaltungseinheit Stadtkreis Gurjewsk im Rajon Gurjewsk.

## Geographische Lage
Stepnoje liegt 20 Kilometer nordöstlich der Stadt Kaliningrad (Königsberg) an der Kommunalstraße 27K-080 von Georgijewskoje (Konradshorst) nach Sokolowka (Damerau). Bis 1945 war Powarben Bahnstation an der Bahnstrecke Prawten–Schaaksvitte (russisch: Lomonossowo–Kaschirskoje) der Königsberger Kleinbahn, die nicht mehr in Betrieb ist.

## Geschichte
Das bis 1946 Powarben genannte Gutsdorf wurde im Jahre 1396 gegründet. Für 1575 ist eine schwäbische Reichsritterfamilie von Hausen als Gutsbesitzer erwähnt, 1785 war es der Feuersocietätsdirector Carl Jacob von Buddenbrock.
Am 30. April 1874 wurde Powarben namensgebender Ort und Sitz des neu geschaffenen Amtsbezirks Powarben im Landkreis Königsberg (Preußen) im Regierungsbezirk Königsberg der preußischen Provinz Ostpreußen. 
In dieser Zeit war das Gut an Leopold Heidenreich verpachtet, und zu Beginn des 20. Jahrhunderts war Powarben im Besitz der Familie Bruhn, in deren Regie das Gutshaus einen neobarocken Umbau erfuhr. 
1910 zählte das Dorf 114 Einwohner. 18 Jahre später gab Powarben seine Eigenständigkeit auf und wurde in die Landgemeinde Molsehnen (heute russisch: Kosmodemjanskoje) eingemeindet. Der Amtsbezirk wurde zum 14. Mai 1930 aufgelöst.
Am 5. August 1930 kaufte Paul Gerhard Goertz (1887–1945) das Gut, für das er 1934 den bisherigen Besitz in Arnstein (heute polnisch: Jarzeń) im Landkreis Heiligenbeil aufgab. Er vermochte den bis dahin desolaten Besitz in einen florierenden Betrieb zu verwandeln. In seinem Hause nahm der preußisch-litauische Dichter, Philosoph und Theosoph Vydūnas (bürgerlicher Name: Wilhelm Storost) 1944 vor den Luftangriffen auf Tilsit (heute russisch: Sowetsk) Zuflucht, um ungestört arbeiten zu können und gleichzeitig die Gutsbesitzerkinder zu unterrichten.
Am 26. Januar 1945 begaben sich die Powarbener Einwohner auf die Flucht vor den herannahenden Truppen der Roten Armee, in deren Hände das Dorf wenig später fiel. Powarben kam mit dem gesamten nördlichen Ostpreußen zur Sowjetunion. Im Jahr 1947 erhielt der Ort die russische Bezeichnung Stepnoje und wurde gleichzeitig dem Dorfsowjet Kosmodemjanski selski Sowet im Rajon Gurjewsk zugeordnet. Später gelangte der Ort in den Marschalski selski Sowet. Von 2008 bis 2013 gehörte Stepnoje zur Landgemeinde Chrabrowskoje selskoje posselenije und seither zum Stadtkreis Gurjewsk.

### Amtsbezirk Powarben 1874–1930
Zwischen 1874 und 1930 bestand der Amtsbezirk Powarben, der zum Landkreis Königsberg (Preußen) gehörte und anfangs zwölf Landgemeinden bzw. Gutsbezirke umfasste:
| Name                           | Russischer Name | Bemerkungen                                                                          |
| ------------------------------ | --------------- | ------------------------------------------------------------------------------------ |
| Landgemeinden:                 |                 |                                                                                      |
| Ginthieden                     | Pawlowo         | 1930 in den Amtsbezirk Damerau umgegliedert                                          |
| (Königlich) Sudau              | Oktjabrskoje    | 1928 in die Landgemeinde Molsehnen eingegliedert                                     |
| Tarpienen                      | Lipowka         | 1928 in die Landgemeinde Molsehnen eingegliedert                                     |
| Trömpau                        | Lasowskoje      | 1930 in den Amtsbezirk Sudnicken umgegliedert                                        |
| Gutsbezirke:                   |                 |                                                                                      |
| Görken                         | Iljitschjowo    | 1928 in die Landgemeinde Knöppelsdorf, Amtsbezirk Neuhausen, eingegliedert           |
| Kommau                         | Kistenjowka     | 1928 in die Landgemeinde Sperlings eingegliedert                                     |
| Krumteich                      | Selenopolje     | 1928 in die Landgemeinde Trömpau eingegliedert                                       |
| Miggeburg, ab 1910: Mickenburg |                 | 1928 in die Landgemeinde Uggehnen eingegliedert                                      |
| Powarben                       | Stepnoje        | 1928 in die Landgemeinde Molsehnen eingegliedert                                     |
| Regitten                       | Krasnopolje     | 1928 in die Landgemeinde Sperlings eingegliedert                                     |
| Sallecken                      | Lessossekowo    | 1928 in die Landgemeinde Trömpau eingegliedert                                       |
| Sperlings                      | Krasnopolje     | 1928 in eine Landgemeinde umgewandelt, 1930 in den Amtsbezirk Sudnicken umgegliedert |
| ab 1905 dazugehörig:           |                 |                                                                                      |
| Konradshorst                   | Georgijewskoje  | 1928 in die Landgemeinde Trömpau eingegliedert                                       |

Am 14. Mai 1930 wurde der Amtsbezirk Powarben aufgelöst, nachdem die letzten noch eigenständigen drei Landgemeinden Ginthieden, Sperlings und Trömpau in die benachbarten Amtsbezirke umgegliedert worden waren.

## Kirche
Mit seiner überwiegend evangelischen Bevölkerung war Powarben bis 1945 in das Kirchspiel Schaaken mit Pfarrsitz in Kirche Schaaken (heute russisch: Schemtschuschnoje) eingepfarrt. Es gehörte zum Kirchenkreis Königsberg-Land II innerhalb der Kirchenprovinz Ostpreußen der Kirche der Altpreußischen Union. Heute liegt Stepnoje im Einzugsgebiet der neu gegründeten evangelisch-lutherischen Gemeinde in Marschalskoje (Gallgarben), die eine Filialgemeinde der Auferstehungskirche in Kaliningrad (Königsberg) ist und zur Propstei Kaliningrad der Evangelisch-lutherischen Kirche Europäisches Russland (ELKER) gehört.